# Abusado - O Dono do Morro Dona Marta
Abusado - O dono do Morro Dona Marta é um livro, terceira obra do escritor gaúcho Caco Barcellos, lançado em 2003. É um livro reportagem investigativo que conta a história de “Juliano VP”, nome fictício de Márcio Amaro de Oliveira, traficante  criado na favela Santa Marta, no Rio de Janeiro, e sua relação precoce com o tráfico de drogas. O livro aborda questões sociais vistos pela ótica do “Poeta” como era conhecido, e de seus amigos e familiares. Vencedor de dois Prêmios Jabuti em 2004.

## Contexto
Considerada uma das obras mais polêmicas do jornalista, o Abusado mostra um lado até então desconhecido pela sociedade, o lado humano de bandidos e traficantes. Por meio de relatos e depoimentos o emocional é revelado, mostrando infâncias conturbadas, a proximidade com o tráfico de drogas, a relação conturbada com a polícia ou órgãos ligados ao governo e principalmente, a história e influência das organizações criminosas como o Comando Vermelho e as facções inimigas, Amigos dos Amigos e Terceiro Comando na vida da comunidade. O livro levanta discussões éticas, morais e políticas, nunca antes observadas por esse ângulo, através de pessoas marginalizadas e excluídas socialmente que dificilmente são vistas ou ouvidas por jornais ou revistas.  
Caco Barcellos mergulha profundamente nas histórias e no cotidiano da comunidade, usando técnicas muito utilizadas pelo jornalismo como entrevistas e pesquisas históricas. O livro é um romance sem maniqueísmo, não há mocinhos ou vilões, todos são retratados como seres humanos expostos a todo tipo de influências externas, principalmente as leis de sobrevivência. A obra não conta apenas a história de um personagem qualquer, mas uma reconstrução de momentos vividos pelo Rio de Janeiro, entre tiroteios, fugas alucinantes e assassinatos. 
A história de Juliano VP está relacionada diretamente com a existência do Comando Vermelho e sua ocupação na favela em Botafogo, bairro de classe média carioca. Desde pequeno conviveu com os mais diversos tipos de preconceito, nascido em uma família nordestina e muito pobre chegou ao Santa Marta ainda pequeno em busca de uma condição melhor de vida. O pai muito duro e machista sustentava a família com uma pequena birosca de doces e refrigerantes, Juliano estudava de manhã e na parte da tarde ajudava o pai no negócio da família. Sem ganhar um tostão e sofrendo humilhações e violência do pai, passou a se interessar mais pela vida agitada e luxuosa de traficantes e bandidos da região. Pouco a pouco foi abandonando a escola, mas nunca seu interesse por livros e escritores. Passou a prestar pequenos favores em troca de boas quantias em dinheiro, os “bicos” iam desde levar informações, a subir compras e mercadorias para o topo do morro. Sua ascendência no tráfico de drogas foi rápido e complexo, pois era muito influenciado pelo lema do CV  Paz, Justiça e Liberdade, mas  no seu sentido literal. Acreditava que as coisas deveriam ser resolvidas de forma pacífica e o bem da comunidade deveria estar em primeiro lugar. Esse comportamento, aliado ao seu gosto literário considerado “refinado” pela malandragem, lhe rendeu o apelido de Poeta, principalmente porque mantinha um contato com a alta burguesia carioca, os intelectuais como o cineasta João Moreira Salles.
Aos poucos esse comportamento foi condenado pelos próprios lideres do CV e Juliano VP ganhou muito inimigos que não acreditavam no seu potencial para assumir como dono do Morro, pois não matava, desprezava dinheiro, tinha ideologias políticas e pretensões muito distintas dos outros “frentes de morro”.
O livro surpreende pela simplicidade e história impressionante de vida de um dos homens mais procurados do Rio de Janeiro e ao mesmo tempo traça um paralelo sobre o desenvolvimento da favela Santa Marta na Zona Sul e a luta de seus moradores para enfrentar o preconceito, as drogas e a violência diante de condições tão subumanas. 
Outro ponto abordado pelo autor foi o polêmico episódio com o popstar Michael Jackson e o diretor Spike Lee , que em 1996 vieram ao Brasil gravar um clipe na favela Dona Marta. Juliano VP fez questão de cuidar pessoalmente da segurança do rei e de sua equipe de produção, disponibilizando casas, homens e proteção. Essa atitude evidenciou ainda mais a fragilidade da polícia e a notoriedade do traficante. 

## Prêmios
- 2004 - Vencedor da categoria Livro do Ano de Não Ficção do 46º Prêmio Jabuti[1]
- 2004 - Vencedor da categoria Reportagem e Biografia do 46º Prêmio Jabuti[1]